# 栗島
座標: 北緯37度32分22秒 東経126度55分44秒 / 北緯37.539500度 東経126.928800度
栗島（朝鮮語: 밤섬 / 율도、パムソム、ユルト）は、大韓民国ソウル特別市を流れる漢江にある1対の島で、僅かな面積で繋がっている。面積0.24km2、長さ1,147mの無人島で、かつて地続きだった汝矣島と北岸の麻浦区の間に位置する。西江大橋が栗島の西側を通っており、島は2012年にラムサール条約の湿地として登録されているため、訪れることはできないが、バードウォッチングの対象場所である。島周辺の水域はチョウセンイチモンジタナゴ、チョウセントゲタナゴ、クロヒレヒガイなどの魚類の産卵場と生育する場所であるほか、渡り鳥がこの島をよく利用しており、カルガモ、ゴイサギ、マガモ、オシドリ、チョウゲンボウ、ダイサギ、ハシビロガモなどを見ることができる。近年は外来種のミシシッピアカミミガメ、カナムグラ、オオブタクサ、アレチウリの侵入が問題となっている。